# Nopaltepec (kommun)
Nopaltepec är en kommun i den nordöstra delen av den mexikanska delstaten Mexiko, och gränsar till delstaten Hidalgo. 2010 hade kommunen 8 895 invånare.
Arean uppgår till 87,94 km². Det administrativa området går också under namnet Nopaltepec, och har 3 467 invånare per 2010. Den största staden i kommunen är dock San Felipe Teotitlán med 3 974 invånare (2010).
Namnet Nopaltepec är nahuatl och betyder «nopalåsen». Fram till 1960 hette kommunen Santa María de la Asunción Nopaltepec.